# Doppelmord an Andrea Scherpf und Bernd Göricke

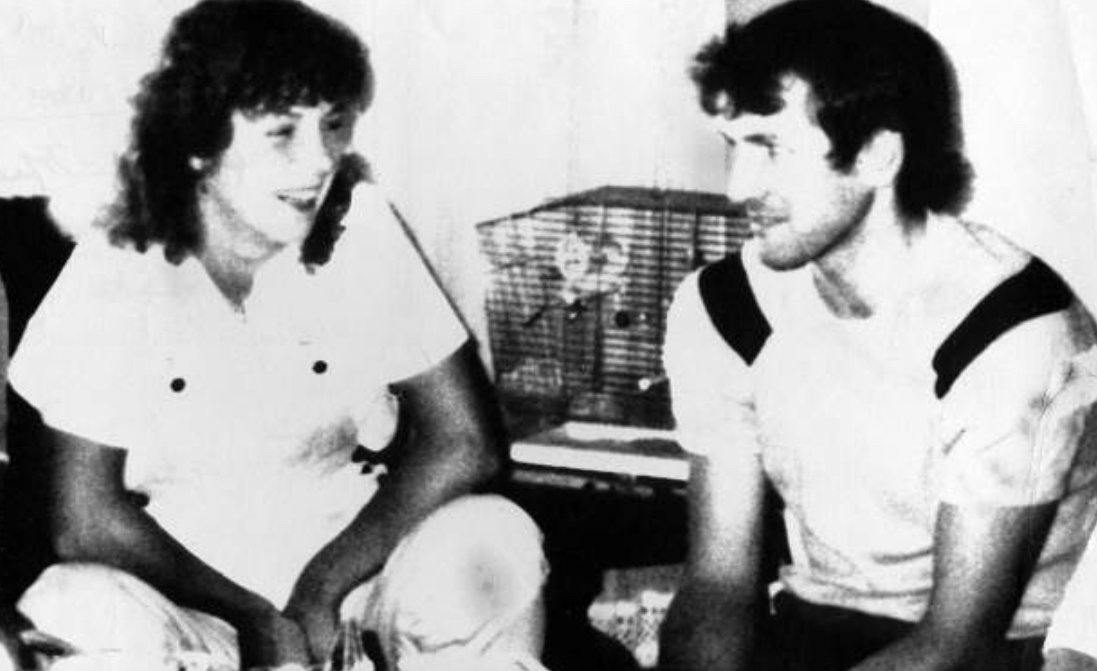
Andrea Scherpf und Bernd Göricke (1983)

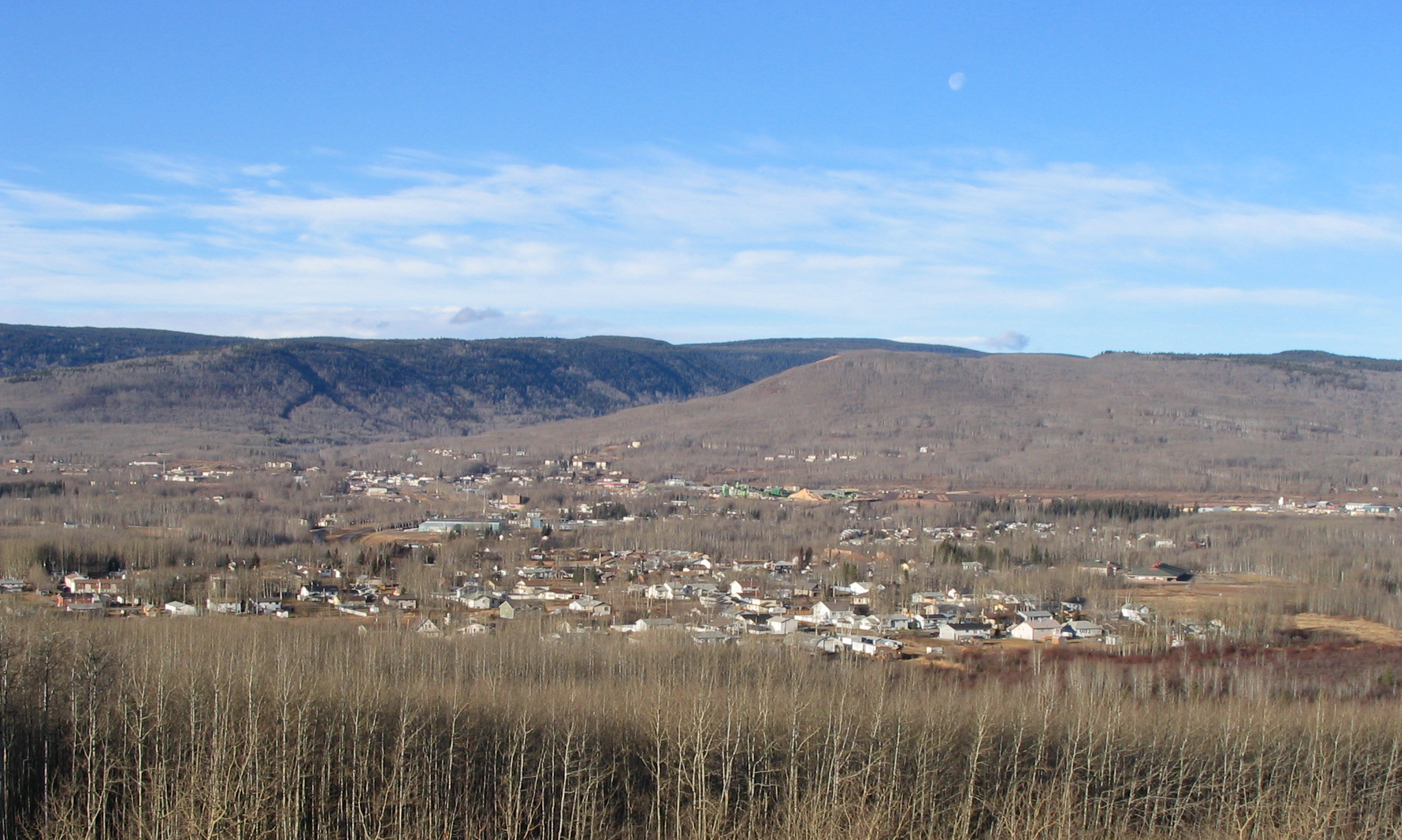
Der Ort Chetwynd mit rund 2.500 Einwohnern

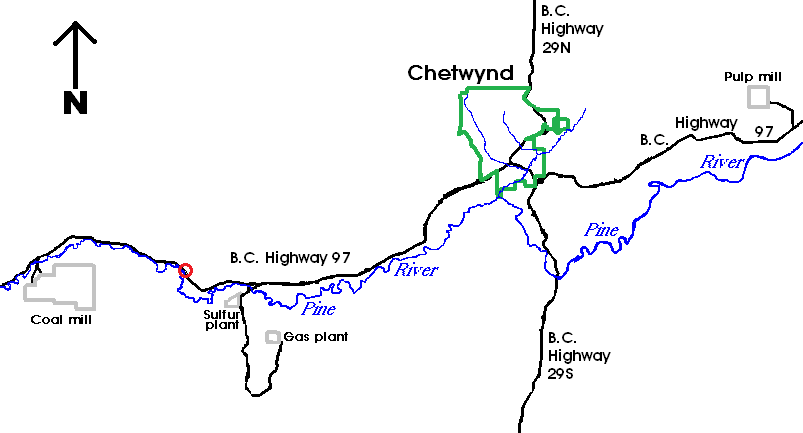
Der Tatort bei Chetwynd (rot markiert)

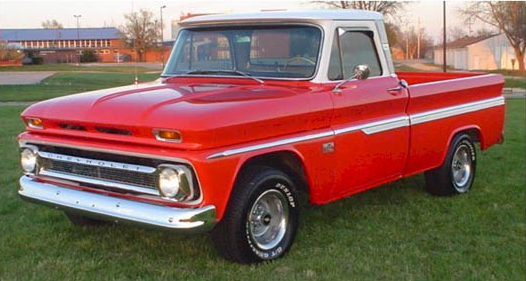
Der Mörder fuhr einen 1960er Chevrolet Pick-up

Beim Doppelmord an Andrea Scherpf und Bernd Göricke 1983 wurde das junge deutsche Touristen-Paar in Kanada erschossen. Der Fall ist ungeklärt.
Damit verbunden war ein Justizirrtum, der den Kanadier Andy Rose fast zehn Jahre unschuldig ins Gefängnis brachte, und über den unter anderem in der kanadischen Fernsehserie The Fifth Estate berichtet wurde.

## Der Mord 1983
Die deutschen Touristen Andrea Scherpf (* 31. Dezember 1959) und Bernd Göricke (* 29. Juni 1956) trampten im Herbst 1983 in westlicher Richtung durch Kanada. Wahrscheinlich traf das Paar am 3. Oktober 1983 bei Chetwynd auf seinen Mörder, der es mit dem Auto mitnahm. Das Paar wurde durch Kopfschüsse getötet, 32 Kilometer westlich von Chetwynd, nahe dem British Columbia Highway 97 und dem Pine River.
Der Mörder nahm den Besitz der Opfer an sich und warf seine mit Blut bespritzte Jeans in einen nahen Abfalleimer.
Dann fuhr er in einem 1960er Chevrolet Pick-up Richtung Süden und kaufte am 4. und 5. Oktober mit fünf der Andrea Scherpf gehörenden Reiseschecks Benzin, in den Orten Prince George, in Quesnel, in McLeese Lake, in Lac La Hache  und in 100 Mile House.

## Die Ermittlung
Am 6. Oktober 1983 wurden die Leichen von Andrea Scherpf und Bernd Göricke gefunden. Mittels forensischer Zahnmedizin und Einschaltung von Interpol konnten die Opfer am 16. Oktober 1983 identifiziert werden.
Am 21. Oktober 1983 nahm die kanadische Nationalpolizei RCMP den US-amerikanischen Arbeiter Vance Hill fest, weil er beschuldigt wurde, zweimal mit falschen Angaben Unterkunft bezogen zu haben. Kurz darauf wurde er wieder freigelassen und geriet erst 1997 wieder in den Fokus der Ermittlungen.
In den nächsten sechs Jahren wurden 900 Hinweise gesammelt, doch blieben die Ermittlungen ohne Erfolg.
Dann gab es im August 1989 eine Zeugenaussage von Madonna Mary Kelly gegen ihren Bekannten Andy Rose (* 1948).

## Verurteilung von Andy Rose 1991
Fast ausschließlich auf die Zeugenaussage von Madonna Mary Kelly gestützt, die aussagte, der betrunkene Andy Rose sei 1983 blutüberströmt nahe ihrem Wohnwagen in Chetwynd aufgetaucht und habe gesagt, er habe zwei Menschen getötet, wurde Rose 1991 wegen Mordes verurteilt. Nach einer Berufung wurde Rose 1994 erneut verurteilt.
Im März 1996 ergab eine DNA-Analyse, dass sich keine DNA-Spuren von Andy Rose auf den blutigen Jeans vom Tatort befanden.

## Der Verdächtige Vance Hill
Vance Hill (1928–1985) war ein US-amerikanischer Straßenbau-Arbeiter. Seit 1967 lebte er mit seiner Frau und drei Kindern in Westkanada. Er war Jäger und chronischer Alkoholiker. Im April 1983 zog seine von ihm getrennt lebende Frau mit den Kindern zurück nach Kalifornien. Vance Hill (55) blieb in Prince George zurück, drei Stunden vom späteren Tatort in Chetwynd entfernt.
Im November 1983 kam Vance Hill in Eile nach Kalifornien zu seiner Familie zurück. Er gestand seiner Ex-Frau Willadeen Hill die Morde. Kurze Zeit später verließ er seine Frau und hinterließ eine Suizid-Botschaft, weil „er nicht ins Gefängnis gehen würde“. Eineinhalb Jahre später, am 28. Juli 1985, erschoss sich Hill.
1997 erzählte Willadeen Hill die Geschichte ihrem Neffen, der die Polizei informierte. Dies führte zur Wiederaufnahme der Verhandlung und 2001 zur Freilassung von Andy Rose, der fast zehn Jahre unschuldig im Gefängnis gesessen hatte.
Willadeen Hill gab 1997 zu Protokoll, was ihr Ex-Mann ihr 1983 - 14 Jahre zuvor – erzählt hatte:

„Das Paar fragte ihn, ob er sie mitnehmen könne, und er willigte ein.
Er fing an, die Frau zu belästigen. Als ihr Freund protestierte, hielt er den Pick-up an, sie stiegen aus und fingen an zu streiten.
Er griff in den Pick-Up, nahm das Gewehr und erschoss ihn. Die Frau schrie und schrie und wollte den Mund nicht halten.
Er sagte, er musste auch sie töten.“

## Freispruch von Andy Rose 2001 – erneut ein ungeklärter Fall
Nachdem Rose Ende 1998 auf Kaution freigelassen worden war, wurde ihm 1999 mit der Ermittlungsmethode Mr. Big ein falsches Geständnis entlockt.
2001 wurden dann beim dritten Prozess gegen Rose die DNA-Spuren an den Jeans vom Tatort ausgewertet. Es fanden sich Spuren von mindestens fünf Personen, darunter der Opfer. Die DNA einer dritten Person war deutlich, passte aber weder zu Andy Rose noch zu Vance Hill.
Staatsanwalt Gil McKinnon sprach Rose daher frei.
Weil die DNA beider Verdächtiger nicht an der Hose gefunden werden konnte, gilt der Fall seit 2001 erneut als ungeklärt. Am 21. Januar 2009 berichtete der kanadische Journalist Linden MacIntyre in einer Folge der The Fifth Estate ausführlich über den Fall.
2013 wurde nach 30 Jahren die Bevölkerung erneut aufgerufen, Hinweise zu dem bis heute verschwundenen Besitz der Opfer zu geben.